# Каненберг, Анна Ансовна
Анна Ансовна Каненберг, другой вариант фамилии — Каненберга (латыш. Anna Kanenberga; 27 марта 1911 года, усадьба Зентене, Туккумский уезд, Курляндская губерния — 2002 год) — доярка учебно-опытного хозяйства «Елгава» Латвийской сельскохозяйственной академии, Латвийская ССР. Герой Социалистического Труда (1966).

## Биография
Родилась в 1911 году в бедной крестьянской семье в усадьбе Зентене Туккумского уезда. Окончила 4 класса начальной школы. Трудовую деятельность начала подростком, трудилась у зажиточных крестьян. С 1947 года — доярка на молочно-товарной ферме колхоза «Цирулишос», позднее — доярка учебно-опытного хозяйства «Елгава» Латвийской сельскохозяйственной академии.
Ухаживала за коровами красно-бурой латвийской породы. Добилась выдающихся результатов по надою молока. В 1953 году получила от каждой фуражной коровы в среднем по 5343 килограмм молока. В последующие годы показывала высокие трудовые результаты по надою молока в среднем от 4300 до 5500 килограмм от каждой коровы: в 1954 году получила 5287 килограмм, в 1955 году — 5400 килограмм, в 1957 году — 4557 килограмм, в 1961 году — 4973 килограмм и в 1965 году — 5013 килограмм. Указом Президиума Верховного Совета СССР от 22 марта 1966 года удостоена звания Героя Социалистического Труда «за достигнутые успехи в развитии животноводства, увеличении производства и заготовок молока» с вручением ордена Ленина и золотой медали Серп и Молот.
Четырежды с 1953 по 1956 года участвовала во Всесоюзной сельскохозяйственной выставке.
Избиралась депутатом Елгавского районного Совета народных депутатов.
В 1967 году вышла на пенсию. Похоронена на Берзском кладбище в Елгаве.
Награды и звания
- Герой Социалистического Труда
- Орден Ленина
- Её имя внесено в Республиканскую книгу почёта.